# Camille Muffat
Camille Muffat (Nice (Alpes-Maritimes), 28 oktober 1989 – Villa Castelli (Argentinië) , 9 maart 2015) was een Franse zwemster. Ze vertegenwoordigde haar vaderland op de Olympische Zomerspelen 2008 in Peking en de Olympische Zomerspelen 2012 in Londen.

## Carrière
Bij haar internationale debuut, op de Europese kampioenschappen zwemmen 2006 in Boedapest, zwom Muffat alleen in de series van de 4x100 meter vrije slag, dit deed ze samen met Malia Metella, Aurore Mongel en Céline Couderc. In de finale werd ze vervangen door Alena Poptsjanka, die veroverde samen met Metella, Mongel en Couderc de bronzen medaille. Op de Europese kampioenschappen kortebaanzwemmen 2006 in Helsinki sleepte de Française de zilveren medaille in de wacht op de 200 meter wisselslag, op de 50 meter vrije slag en de 100 meter schoolslag strandde ze in de series. Samen met Alena Poptsjanka, Malia Metella en Céline Couderc eindigde ze als vierde op de 4x50 meter vrije slag.
Tijdens de wereldkampioenschappen zwemmen 2007 in Melbourne werd Muffat uitgeschakeld in de series van de 100 meter schoolslag, de 50 meter vlinderslag en de 400 meter wisselslag. Samen met Anne Sophie Le Paranthoën, Alena Poptsjanka en Céline Couderc strandde ze in de series van de 4x100 meter wisselslag. Op de Europese kampioenschappen kortebaanzwemmen 2007 in Debrecen veroverde de Française de Europese titel op de 200 meter wisselslag en de bronzen medaille op de 400 meter wisselslag, op de 100 meter wisselslag eindigde ze op vijfde plaats.
Op de Europese kampioenschappen zwemmen 2008 in Eindhoven legde Muffat beslag op de bronzen medaille op de 200 meter wisselslag en strandde ze in de series van de 400 meter wisselslag. Tijdens de Olympische Zomerspelen van 2008 strandde de Française in de halve finale van de 200 meter wisselslag en in de series van de 400 meter wisselslag. Samen met Coralie Balmy, Ophélie-Cyrielle Etienne en Aurore Mongel eindigde ze op de vijfde plaats op de 4x200 meter vrije slag. Op de Europese kampioenschappen kortebaanzwemmen 2008 in Rijeka sleepte Muffat de zilveren medaille in de wacht op de 400 meter vrije slag, op zowel de 200 als de 400 meter vrije slag eindigde ze als vijfde en op de 800 meter vrije slag bereikte ze de achtste plaats.

### 2009-2014
In Rome nam de Française deel aan de wereldkampioenschappen zwemmen 2009, op dit toernooi eindigde ze als achtste op de 200 meter wisselslag. Op de 4x200 meter vrije slag bereikte ze samen met Coralie Balmy, Ophélie-Cyrielle Etienne en Sophie Huber de zevende plaats. Op de Europese kampioenschappen kortebaanzwemmen 2009 in Istanboel eindigde Muffat als zesde op zowel de 200 meter vrije slag als de 200 meter wisselslag, op de 100 meter wisselslag werd ze uitgeschakeld in de halve finales en op de 400 meter vrije slag in de series.
Tijdens de Europese kampioenschappen zwemmen 2010 in Boedapest eindigde de Française als vierde op zowel de 200 meter vrije slag als de 200 meter wisselslag, op de 400 meter vrije slag strandde ze in de series. Samen met Coralie Balmy, Ophélie-Cyrielle Etienne en Margaux Farrell veroverde ze de zilveren medaille op de 4x200 meter vrije slag, op de 4x100 meter vrije slag eindigde ze samen met Aurore Mongel, Ophélie-Cyrielle Etienne en Coralie Balmy op de zevende plaats. Op de slotdag eindigde ze samen met Alexandra Putra, Sophie de Ronchi en Aurore Mongel als zesde op de 4x100 meter wisselslag. In Dubai nam Muffat deel aan de wereldkampioenschappen kortebaanzwemmen 2010. Op dit toernooi sleepte ze de wereldtitel op de 200 meter vrije slag in de wacht en eindigde ze als vierde op de 100 meter vrije slag, samen met Coralie Balmy, Mylène Lazare en Ophélie-Cyrielle Etienne legde ze beslag op de bronzen medaille op de 4x200 meter vrije slag.
Op de wereldkampioenschappen zwemmen 2011 in Shanghai veroverde de Française de bronzen medaille op zowel de 200 als de 400 meter vrije slag, op de 100 meter vrije slag strandde ze in de series. Op de 4x200 meter vrije slag eindigde ze samen met Coralie Balmy, Charlotte Bonnet en Ophélie-Cyrielle Etienne op de vierde plaats, samen met Alexianne Castel, Sophie de Ronchi en Aurore Mongel werd ze uitgeschakeld in de series van de 4x100 meter wisselslag.
Tijdens de Olympische Zomerspelen van 2012 in Londen werd Muffat olympisch kampioene op de 400 meter vrije slag, op de 200 meter vrije slag sleepte ze de zilveren medaille in de wacht. Op de 4x200 meter vrije slag legde ze samen met Charlotte Bonnet, Ophélie-Cyrielle Etienne en Coralie Balmy beslag op de bronzen medaille. In Chartres nam de Française deel aan de Europese kampioenschappen kortebaanzwemmen 2012. Op dit toernooi veroverde ze de Europese titel op zowel de 200 als de 400 meter vrije slag, op de 400 meter vrije slag verbeterde ze tevens het wereldrecord. Samen met Charlotte Bonnet, Mélanie Henique en Anna Santamans eindigde ze als vierde op de 4x50 meter vrije slag.
Op de wereldkampioenschappen zwemmen 2013 in Barcelona sleepte Muffat de bronzen medaille in de wacht op de 200 meter vrije slag, daarnaast eindigde ze als zevende op de 400 meter vrije slag. Op de 4x200 meter vrije slag legde ze samen met Charlotte Bonnet, Mylène Lazare en Coralie Balmy beslag op de bronzen medaille. Tijdens de Europese kampioenschappen kortebaanzwemmen 2013 in Herning eindigde de Française als vijfde op de 400 meter vrije slag, daarnaast strandde ze in de halve finales van de 100 meter vrije slag en in de series van de 200 meter vrije slag.
Op 12 juli 2014 maakte Muffat bekend te stoppen met zwemmen.

## Overlijden
Muffat verongelukte bij een helikopterongeluk op 9 maart 2015 in de buurt van Villa Castelli (Argentinië) tijdens de opnames van een televisieprogramma. Onder de slachtoffers waren ook bokser Alexis Vastine en zeilster Florence Arthaud.

## Internationale toernooien
| Jaar | Olympische Spelen                                            | WK langebaan                                                                                          | WK kortebaan                                             | EK langebaan | EK kortebaan                                                                     |
| ---- | ------------------------------------------------------------ | --- | -------------------------------------------------------- | --- | -------------------------------------------------------------------------------- |
| 2006 |                                                              | | geen deelname                                            | 4x100m vrije slag · Muffat zwom enkel de series                                                                                 | 21e 50m vrije slag · 25e 100m schoolslag · 200m wisselslag · 4e 4x50m vrije slag |
| 2007 |                                                              | 28e 50m vlinderslag 30e 100m schoolslag 15e 400m wisselslag 9e 4x100m wisselslag                      |                                                          | | 5e 100m wisselslag · 200m wisselslag · 400m wisselslag                           |
| 2008 | 12e 200m wisselslag 19e 400m wisselslag 5e 4x200m vrije slag | | geen deelname                                            | 200m wisselslag · 9e 400m wisselslag                                                                                            | 400m vrije slag · 8e 800m vrije slag · 5e 200m wisselslag · 5e 400m wisselslag   |
| 2009 |                                                              | 8e 200m wisselslag 7e 4x200m vrije slag                                                               |                                                          | | 6e 200m vrije slag 11e 400m vrije slag 11e 100m wisselslag 6e 200m wisselslag    |
| 2010 |                                                              | | 4e 100m vrije slag · 200m vrije slag · 4x200m vrije slag | 4e 200m vrije slag · 10e 400m vrije slag · 4e 200m wisselslag · 7e 4x100m vrije slag · 4x200m vrije slag · 6e 4x100m wisselslag | geen deelname                                                                    |
| 2011 |                                                              | 9e 100m vrije slag · 200m vrije slag · 400m vrije slag · 4e 4x200m vrije slag · 13e 4x100m wisselslag |                                                          | | geen deelname                                                                    |
| 2012 | 200m vrije slag · 400m vrije slag · 4x200m vrije slag        | | geen deelname                                            | geen deelname | 200m vrije slag · 400m vrije slag · 4e 4x50m vrije slag                          |
| 2013 |                                                              | series 100m vrije slag · 200m vrije slag · 7e 400m vrije slag · 4x200m vrije slag                     |                                                          | | 11e 100m vrije slag 12e 200m vrije slag 5e 400m vrije slag                       |

## Persoonlijke records
Bijgewerkt tot en met 11 april 2013
Kortebaan
| Afstand         | Tijd    | Datum            | Plaats    |
| --------------- | ------- | ---------------- | --------- |
| 100m vrije slag | 52,41   | 17 december 2010 | Dubai     |
| 200m vrije slag | 1.51,65 | 18 november 2012 | Angers    |
| 400m vrije slag | 3.54,85 | 24 november 2012 | Chartres  |
| 800m vrije slag | 8.01,06 | 16 november 2012 | Angers    |
| 100m wisselslag | 1.00,14 | 5 december 2008  | Angers    |
| 200m wisselslag | 2.07,69 | 10 december 2009 | Istanboel |
| 400m wisselslag | 4.30,65 | 14 december 2008 | Rijeka    |

Langebaan
| Afstand         | Tijd    | Datum         | Plaats              |
| --------------- | ------- | ------------- | ------------------- |
| 100m vrije slag | 53,51   | 11 april 2013 | Rennes              |
| 200m vrije slag | 1.54,66 | 6 juni 2012   | Canet-en-Roussillon |
| 400m vrije slag | 4.01,13 | 19 maart 2012 | Duinkerke           |
| 800m vrije slag | 8.23,60 | 6 juli 2012   | Parijs              |
| 200m wisselslag | 2.09,37 | 25 april 2009 | Montpellier         |
| 400m wisselslag | 4.38,23 | 20 april 2008 | Duinkerke           |